# Якби стіни могли говорити 2
«Якби стіни могли говорити 2» («If These Walls Could Talk 2») — американський телефільм 2000 року, знятий режисерами Джейн Андерсон, Мартою Кулідж і Енн Хеч. Сиквел фільму «Якби стіни могли говорити» 1996 року.

## Сюжет
Три історії, зняті жінками про жінок, які живуть у різні часи. 1961 рік: Еббі гине, а її єдина подруга, 50-ти річна Едіт повинна пережити це горе. 1972 рік: феміністка Лінда, виключена з коледжу за особливі нахили. У спробі забути проблему, вона йде в єдиний клуб у місті, де зустрічає Емі та закохується в неї. 2000 рік: Френ і Кел хочуть мати дитину. Але вони хочуть, щоб дитина була тільки їхня, тому наважуються на штучне запліднення і вивчають донорський фонд сперми в медичному центрі.

## У ролях
- Ванесса Редґрейв — Едіт, «1961»
- Шерон Стоун — Френ, «2000»
- Хлоя Севіньї — Емі, «1972»
- Еллен Дедженерес — Кел, «2000»
- Мішель Вільямс — Лінда, «1972»
- Меріан Селдерс — Еббі Хедлі, «1961»
- Пол Джаматті — Тед Хедлі, «1961»
- Елізабет Перкінс — Еліс Хедлі, «1961»
- Дженні О'Хара — Мардж Карпентер, «1961»
- Марлі Макклейн — Меггі Хедлі, «1961»
- Дональд Елсон — Сем, «1961»
- Джилл Бреннан — Доглядальниця, «1961»
- Ніа Лонг — Карін, «1972»
- Наташа Ліон — Джин, «1972»
- Хізер Маккомб — Діана, «1972»
- Емі Карлсон — Мішель, «1972»
- Лі Гарлінгтон — Жоржетта, «1972»
- Реджіна Кінг — Еллі, «2000»
- Мітчелл Андерсон — Арнольд, «2000»
- Люсінда Дженні — Мати Елли, «2000»
- Сьюзен Мошер — Доглядальниця, «1961»
- Рашида Джонс — Феміністка, «1972»
- Керк Тратнер — Сусідка, «1972»
- Кеті Неджімі — Лікар, «2000»
- Джордж Ньюберн — Том, «2000»
- Стеффані Брасс — Елла, «2000»
- Ширлі Маклейн — епізод, архівні матеріали

## Знімальна група
- Режисери — Джейн Андерсон, Марта Кулідж, Енн Хеч
- Сценаристи — Джейн Андерсон, Енн Хеч
- Оператори — Пітер Демінг, Пол Елліотт, Роббі Грінберг
- Композитор — Бейзіл Поледуріс
- Продюсери — Еллен Дедженерес, Мері Кейн, Памела Пост, Дженніфер Тодд, Сюзанн Тодд